# Éverton Soares
Éverton Sousa Soares (Maracanaú, 22 maart 1996) - alias Éverton - is een Braziliaans voetballer die doorgaans als aanvaller speelt. Hij tekende in 2020 bij Benfica. Éverton debuteerde in 2018 in het Braziliaans voetbalelftal.

## Carrière
Éverton speelde in de jeugd van Fortaleza, tot hij die in 2012 verruilde voor die van Grêmio. Dat nam hem eerst een tijd op proef en in januari 2013 definitief over. Éverton debuteerde op 20 april 2014 in de Série A. Hij viel die dag in de 78e minuut in voor Marcos Rogério Ricci Lopes tijdens een met 1–0 verloren wedstrijd uit tegen Atlético Paranaense. Zijn eerste doelpunt op hert hoogste niveau volgde op 6 september 2014. Hij maakte toen het winnende doelpunt tijdens een met 2–1 gewonnen competitiewedstrijd thuis tegen Goiás. In augustus 2020 tekende hij een contract bij Benfica. Hij kwam over voor 20 miljoen euro.

## Clubstatistieken
| Seizoen     | Club        | Competitie    | Competitie | Competitie | Competitie | Beker | Beker | Beker | Internationaal | Internationaal | Internationaal | Totaal | Totaal | Totaal |
| Seizoen     | Club        | Competitie    | Wed.       | Dlp.       | Ass.       | Wed.  | Dlp.  | Ass.  | Wed.           | Dlp.           | Ass.           | Wed.   | Dlp.   | Ass.   |
| ----------- | ----------- | ------------- | ---------- | ---------- | ---------- | ----- | ----- | ----- | -------------- | -------------- | -------------- | ------ | ------ | ------ |
| 2014        | Grêmio      | Série A       | 7          | 0          | 0          | 0     | 0     | 0     | 0              | 0              | 0              | 7      | 0      | 0      |
| 2015        | Grêmio      | Série A       | 14         | 4          | 0          | 0     | 0     | 0     | —              | —              | —              | 14     | 4      | 0      |
| 2016        | Grêmio      | Série A       | 27         | 3          | 1          | 0     | 0     | 0     | 5              | 1              | 0              | 32     | 4      | 1      |
| 2017        | Grêmio      | Série A       | 32         | 8          | 5          | 0     | 0     | 0     | 10             | 0              | 0              | 42     | 8      | 5      |
| 2018        | Grêmio      | Série A       | 27         | 10         | 3          | 0     | 0     | 0     | 12             | 6              | 0              | 39     | 16     | 3      |
| 2019        | Grêmio      | Série A       | 30         | 11         | 5          | 0     | 0     | 0     | 12             | 4              | 2              | 42     | 15     | 7      |
| 2020        | Grêmio      | Série A       | 1          | 0          | 0          | 0     | 0     | 0     | 2              | 0              | 1              | 3      | 0      | 1      |
| Club Totaal | Club Totaal | Club Totaal   | 138        | 36         | 14         | 0     | 0     | 0     | 41             | 11             | 3              | 179    | 47     | 17     |
| 2020/21     | Benfica     | Primeira Liga | 32         | 7          | 9          | 7     | 0     | 0     | 9              | 1              | 2              | 48     | 8      | 11     |
| 2021/22     | Benfica     | Primeira Liga | 22         | 3          | 5          | 6     | 4     | 2     | 10             | 0              | 0              | 38     | 7      | 7      |
| Club Totaal | Club Totaal | Club Totaal   | 54         | 10         | 14         | 13    | 4     | 2     | 19             | 1              | 2              | 86     | 15     | 18     |
| TOTAAL      | TOTAAL      | TOTAAL        | 192        | 46         | 28         | 13    | 4     | 2     | 60             | 12             | 5              | 265    | 62     | 35     |

Bijgewerkt t/m 14 maart 2022

## Interlandcarrière
Éverton debuteerde op 8 september 2018 onder bondscoach Tite in het Braziliaans voetbalelftal, tijdens een met 0–2 gewonnen oefeninterland in en tegen de Verenigde Staten. Hij kwam die dag in de 80e minuut in het veld als vervanger van Neymar. Éverton maakte op 15 juni 2019 zijn eerste doelpunt voor de nationale ploeg. Hij schoot Brazilië toen naar 3–0 in een met diezelfde cijfers gewonnen groepswedstrijd op de Copa América 2019, tegen Bolivia. Hij scoorde datzelfde toernooi ook nog in een groepswedstrijd tegen Peru en in de met 3–1 gewonnen finale tegen datzelfde Peru.

## Erelijst
| Competitie            | Aantal | Jaren  |        |        |
| Grêmio                | Grêmio | Grêmio | Grêmio | Grêmio |
| --------------------- | ------ | ------ | ------ | ------ |
| CONMEBOL Libertadores | 1x     | 2017   |        |        |
| Recopa Sudamericana   | 1x     | 2018   |        |        |
| Copa do Brasil        | 1x     | 2016   |        |        |
| Campeonato Gaúcho     | 1x     | 2019   |        |        |
| Brazilië              |        |        |        |        |
| CONMEBOL Copa América | 1x     | 2019   |        |        |

1 Trubin ·
3 Carreras ·
4 Silva ·
6 Bah ·
7 Amdouni ·
8 Aursnes ·
9 Cabral ·
10 Kökçü ·
11 Di María ·
14 Pavlidis ·
16 Neto ·
17 Aktürkoğlu ·
18 Barreiro ·
20 Mário ·
21 Schjelderup ·
23 Meïté ·
24 Soares ·
25 Prestianni ·
28 Kaboré ·
30 Otamendi ·
32 Benjamín Rollheiser ·
36 Leonardo ·
37 Beste ·
44 Araújo ·
47 Gouveia ·
61 Luís ·
81 Bajrami ·
84 Rêgo ·
85 Sanches ·
Coach: Lage
1 Alisson ·
2 Thiago Silva ·
3 Miranda ·
4 Marquinhos ·
5 Casemiro ·
6 Filipe Luís ·
7 Neres ·
8 Arthur ·
9 Gabriel Jesus ·
10 Willian ·
11 Coutinho ·
12 Alex Sandro ·
13 Dani Alves  ·
14 Militão ·
15 Allan ·
16 Cássio ·
17 Fernandinho ·
18 Paquetá ·
19 Éverton ·
20 Firmino ·
21 Richarlison ·
22 Fagner ·
23 Ederson ·
Coach: Tite